# Stazione di Piani di Verdabbio
La stazione di Piani di Verdabbio era una fermata ferroviaria posta lungo la ex linea ferroviaria a scartamento ridotto Bellinzona-Mesocco chiusa nel 1972, era a servizio di Piani di Verdabbio.

## Storia
La stazione fu aperta il 6 maggio 1907, della prima tratta da Bellinzona a Lostallo per il completamento della linea Bellinzona-Mesocco. Fu chiusa il 27 maggio 1972 insieme all'intera linea.

## Strutture ed impianti
Era costituita da un fabbricato viaggiatori simile a quello di Cabbiolo e dal solo binario di circolazione. Non rimane traccia del fabbricato perché fu demolito mentre il binario è stato smantellato.